# Stephen Wooldridge
Stephen Wooldridge OAM (Sydney, 17 d'octubre de 1977 - ?, 15 d'agost de 2017) fou un ciclista australià, professional entre 2004 i 2007. Es va especialitzar amb ciclisme en pista, on ha guanyat tres títols de Campió del món en persecució per equips. També va guanyar una medalla d'or als Jocs Olímpics de 2004 en persecució per equips, encara que només va participar en les rondes preliminars. Es va suïcidar el 15 d'agost de 2017, amb 39 anys.

## Palmarès en pista
- 2002
  -  Campió del món de Persecució per equips (amb Brett Lancaster, Peter Dawson i Luke Roberts)
  - Medalla d'or als Jocs de la Commonwealth en Persecució per equips
- 2004
  -  Medalla d'or als Jocs Olímpics d'Atenes en Persecució per equips (amb Graeme Brown, Brett Lancaster, Luke Roberts, Bradley McGee i Peter Dawson)
  -  Campió del món de Persecució per equips (amb Ashley Hutchinson, Peter Dawson i Luke Roberts)
- 2006
  -  Campió del món de Persecució per equips (amb Matthew Goss, Peter Dawson i Mark Jamieson)

## Palmarès en ruta
- 2007
  - Vencedor d'una etapa al Tour de Siam